# Ronde Lutherse Kerk

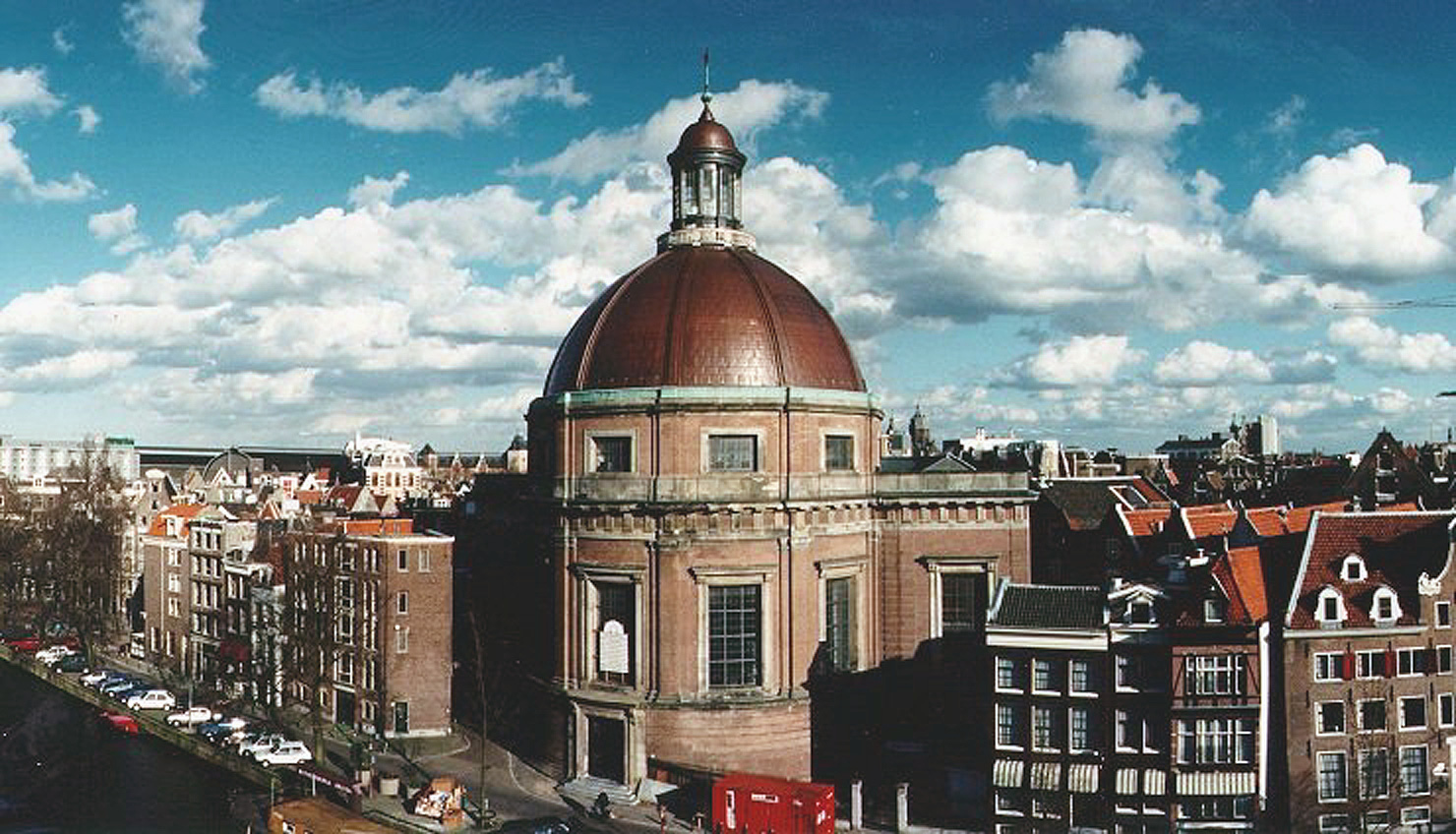
Die Kuppelkirche an der Amsterdamer Gracht Singel

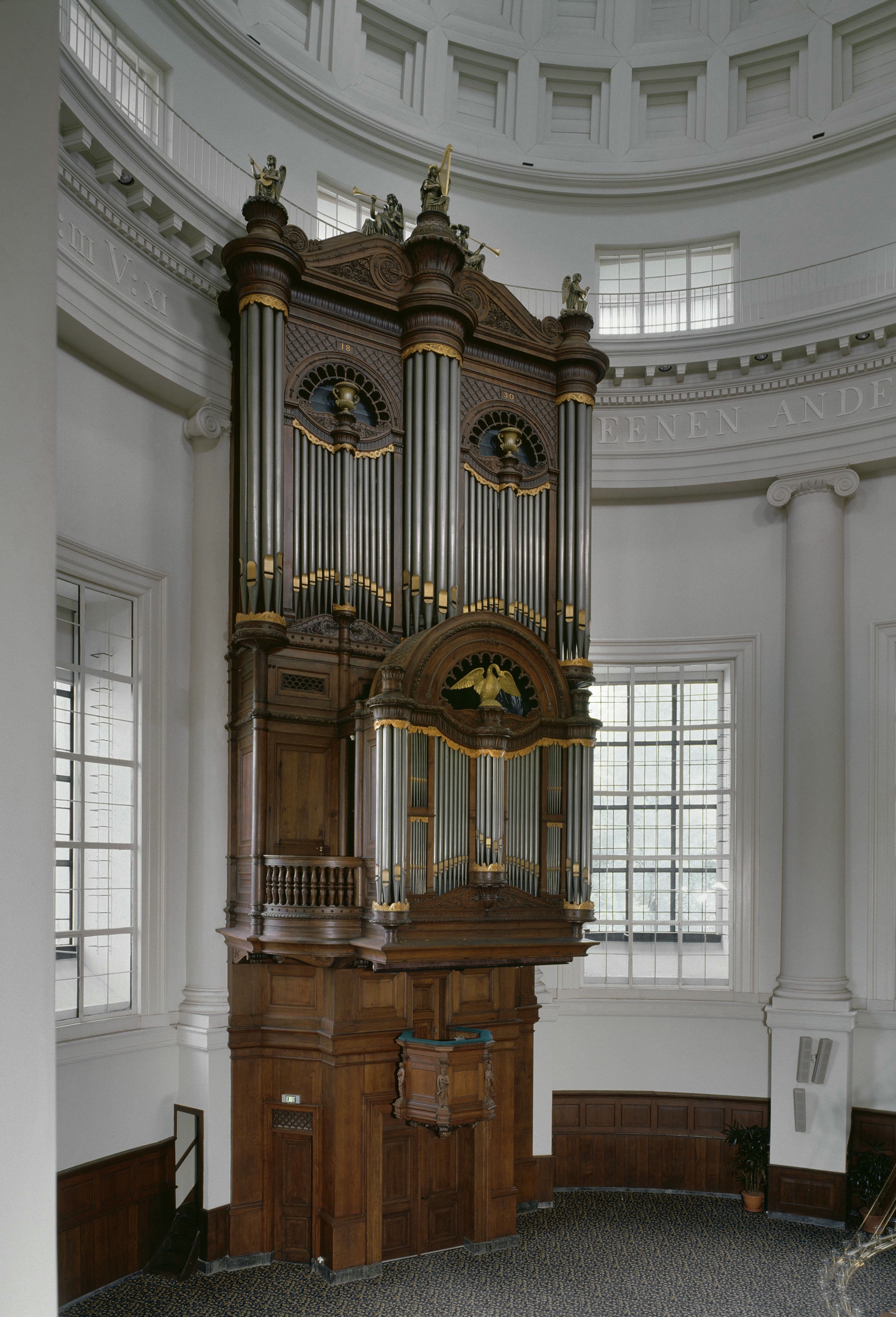
Innenraum, Bätz-Orgel mit integrierter Kanzel

Die Ronde Lutherse Kerk (Runde lutherische Kirche), auch Nieuwe Lutherse Kerk (Neue lutherische Kirche) oder Koepelkerk (Kuppelkirche), ist ein ehemaliges Kirchengebäude am nördlichen Singel in Amsterdam. Sie wurde von 1668 bis 1671 von der lutherischen Gemeinde Amsterdams im Stil des klassizistischen Barock erbaut und nach einem Brand bis 1826 wiederhergestellt. 1935 wurde sie als Gottesdienststätte aufgegeben. Seit 1975 ist sie Teil eines Hotelkomplexes und dient als Kongress-, Konzert- und Hochzeitssaal.

## Geschichte
Im Amsterdam der frühen Neuzeit waren die Lutheraner eine geduldete Minderheit. Nach provisorischen Anfängen konnten sie 1633 am südlichen Singel eine eigene Kirche errichten, heute Oude Lutherse Kerk genannt. Während des niederländischen Goldenen Zeitalters wuchs die Gemeinde durch Zuwanderer vor allem aus Norddeutschland so stark, dass sich schon nach wenigen Jahrzehnten der Wunsch nach einer zweiten, repräsentativen Kirche regte.
Architekt der neuen Kirche war Adriaan Dortsman. Er wählte die am römischen Pantheon orientierte Form einer überkuppelten Rundkirche, für die es in Amsterdam bis dahin kein Beispiel gab. Am 13. Dezember 1671 wurde die neue lutherische Kirche feierlich in Gebrauch genommen.
Am 18. September 1822 brach bei Klempnerarbeiten ein Brand in der Kirche aus, der sie fast vollständig zerstörte. Den Wiederaufbau leitete der Stadtarchitekt Jan de Greef, der den ursprünglichen Bauplan mit klassizistischen Akzenten versah und durch Kassettierung des Kuppelinneren die Ähnlichkeit zum Pantheon noch verstärkte. Die Wiedereinweihung war genau vier Jahre nach dem Brand am 18. September 1826.
Um die Wende zum 20. Jahrhundert war die Kirche Schauplatz viel beachteter Chor- und Orgelkonzerte. Zugleich sank die Zahl der aktiven Gemeindemitglieder. Es wurde deutlich, dass die Gemeinde die Bauerhaltung nicht mehr leisten konnte, und die Suche nach Nutzungskonzepten begann. Am 20. Januar 1935 fand der letzte Gottesdienst in der Kirche statt. Danach wurde sie für verschiedene Nutzungen vermietet, blieb jedoch Eigentum der Gemeinde. Am 25. September 1955 wurde im Rahmen eines internationalen Kongresses für lutherische Kirchenmusik noch einmal ein Festgottesdienst in der Kirche gehalten.
Anfang der 1970er Jahre kam ein Nutzungsvertrag zwischen der Kirchengemeinde und der Sonesta-Hotelgruppe zustande. Bis 1975 wurde der Kuppelraum den neuen Bedürfnissen angepasst. Orgel, Kanzel und Kuppelbeschriftung blieben erhalten.

## Bauwerk und Ausstattung
Die Kirche ist ein klassizistischer Zentralbau. Die kassettierte Kuppel mit Laterne ruht auf ionischen Säulen. Die runde Kuppelhalle ist zur Hälfte seitenschiffartig von einem zweigeschossigen Emporenring umgeben.
Die Sichtachse des sonst schmucklosen weißen Raums wird dominiert von der wandhohen Orgel, die Jonathan Bätz 1830 nach der Brandkatastrophe baute. Sie verfügt über 49 Register auf drei Manualen und Pedal. Die Kanzel ist Teil des Orgelgehäuses, das Tieleman Franciscus Suys entwarf. Die Mitte des Prospekts schmückt ein goldener Schwan als Symbol für Martin Luther; ein Schwan bekrönt, weithin sichtbar, auch die Kuppellaterne. 
Unter der Kuppel läuft ein Schriftband mit den Worten „Eenen anderen grond kan niemand leggen dan die gelegd is, welke is Jezus Christus“ (1 Kor 3,11 ).